# Nieves Canta
Nieves Canta (Madrid, España, 24 de febrero de 1961) es una compositora y cantautora española. 
Comienza su carrera profesional como cantautora en 1995 actuando en bares, centros culturales, teatros, salas alternativas, fiestas de barrio, televisión y radio. Aunque desarrolla su capacidad musical de modo fundamentalmente autodidacta, también estudia solfeo, guitarra y técnica vocal. 

## Biografía

### Primeros años y comienzos musicales
Nieves comienza a componer a los diez años pero no será hasta 1995 cuando vaya estableciendo conciertos programados en público.
Su faceta musical nace como el resultado de la necesidad de expresarse desde muy temprana edad. A raíz de la influencia de uno de sus vecinos se irá iniciando en la guitarra aprendiendo sus primeros acordes. Esta pasión y curiosidad musical continuarán haciéndola componer sus primeras canciones hasta los 19 años. A partir de edad edad inicia un periodo de silencio musical en el que se dedica a otras tareas y no será hasta los 34 años cuando se decida a iniciar la composición de un modo profesional. Sus primeras apariciones en concierto vendrán de la mano de una banda de jazz madrileña la cual se encontraba en trámites de búsqueda de una cantante. En este banda es donde conoce a Nacho Gil, guitarrista de la composición y futuro acompañante de esta en el dueto posterior que formen,"Nieves y Nacho".Tras una temporada juntos se disuelven y Nieves pasa a continuar su carrera musical de modo solitario.  
En el año 2000 Nieves compuso y vendió una letra a Aurora Guirado llamada "Por Primera Vez", la cual se incluiría en su disco homónimo " Por Primera Vez" y que cantaría junto a Pepa Flores, lo que supuso el retorno de la artista tras varios años fuera del panorama musical. Posteriormente continua la actividad tocando en bares, centros culturales, teatros, fiestas de barrio, etc.

## Estilo e Influencias
Sitúa como referentes a cantautores clásicos como Silvio Rodríguez y Pablo Milanés, quienes supusieron una inspiración para ella. 

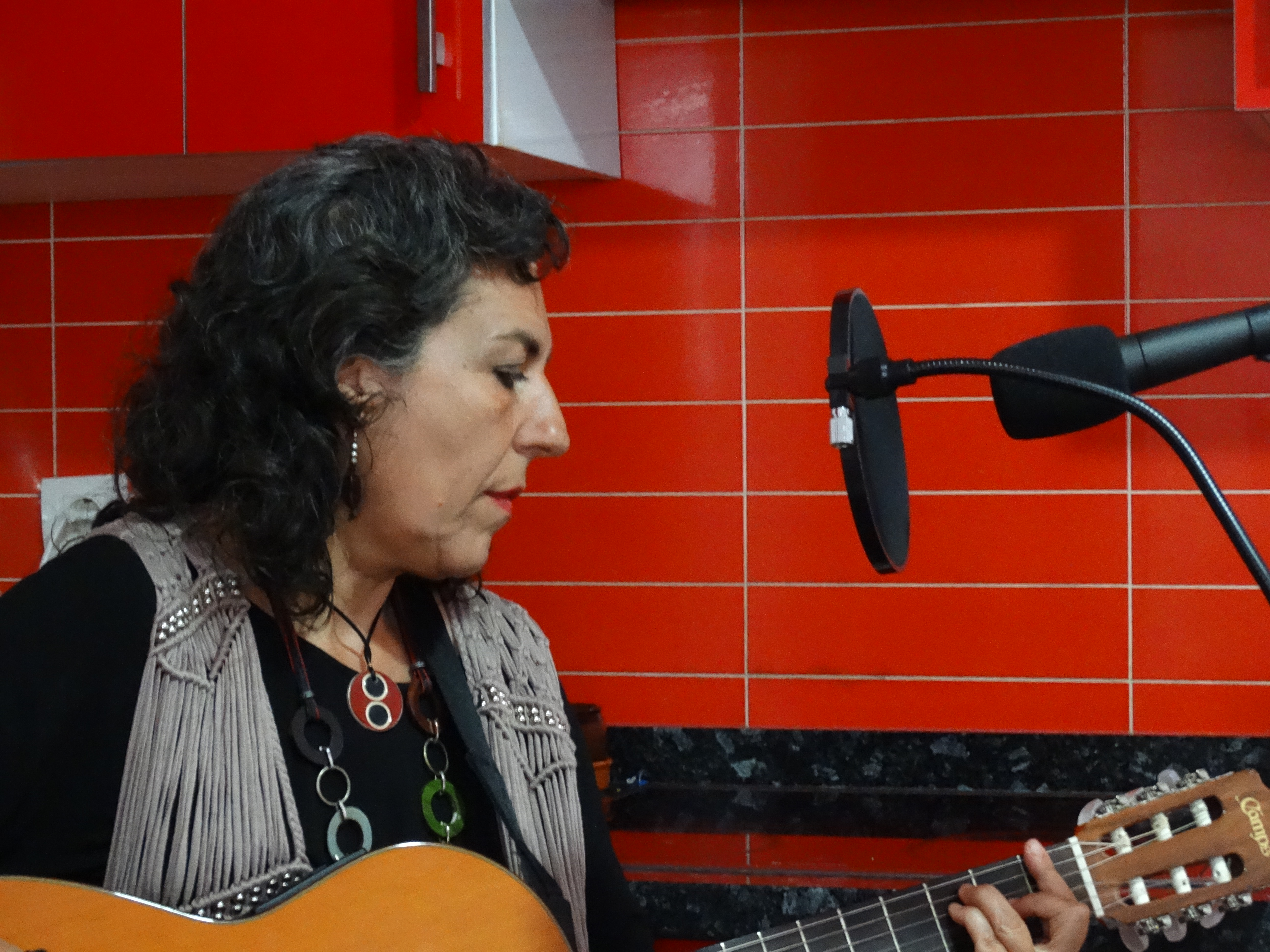

En todo su trabajo y carrera artística recoge el espíritu de la Nueva era y lo transmite a través de canciones compuestas de una crítica social y política, destacando así su activismo dentro del contenido de sus obras. También recibe en sus composiciones influencia procedente de los mantras.

## Apariciones Audiovisuales
En el 2011 Nieves participa y actúa en el programa de la televisión española (TV2) (......) con su canción sobre la menopausia, "Esta sabiduría nadie me la va a quitar" , en la que hace defensa y reivindica la aceptación y el orgullo de todas las mujeres. Por otro lado también ha intervenido en Madrid en la Cadena Ser y ofrecido un concierto junto a Julio Sanz Vázquez grabado en directo para Radio Clásica Nacional desde el Ateneo de Madrid. 

## Discografía

### "El Corazón En Transición"
El Corazón en Transición es el tercer álbum de estudio de Nieves Canta auto producido por ella misma, cuya grabación tiene lugar en Madrid y no será hasta dos años después cuando este proyecto, el más exitoso en número de ventas y crítica, finalice su edición y vea la luz en formato CD. Este trabajo forma parte de un proceso personal de la artista con canciones que comenzó a componer en 1996 y que resumen el periodo en el que nos encontramos. 
Con este disco hace referencia al camino en transición que está experimentando la gente en sus vidas, una transición hacia un nuevo estado de conciencia basado en la verdad y el amor.
El álbum se enfoca principalmente al crecimiento personal, a la filosofía de la Nueva era, con el objetivo de abrir y expandir la conciencia política y social. Según la cantante, en sus temas " refleja una nueva luz que está llegando a millones de individuos en todo el planeta, tejiendo una nueva conciencia de cambio". Este cambio alude a una etapa que se vislumbra en muchos aspectos exteriores, como las falsedades de las grandes instituciones. Todo el concepto creado alrededor del disco muestra un desvelamiento, entendido como un primer paso para llegar a una conciencia nueva y más colectiva, más evolucionada. En muchos de sus mensajes aboga por el papel protagonista de la mujer en todos estos cambios, reivindicando la dura situación y la continua represión a las que se ven sometidas, como en el tema " He Vuelto A Nacer", donde hace especial hincapié en la esperanza de un mundo mejor y más justo, en el que se hagan escuchar sus voces. 

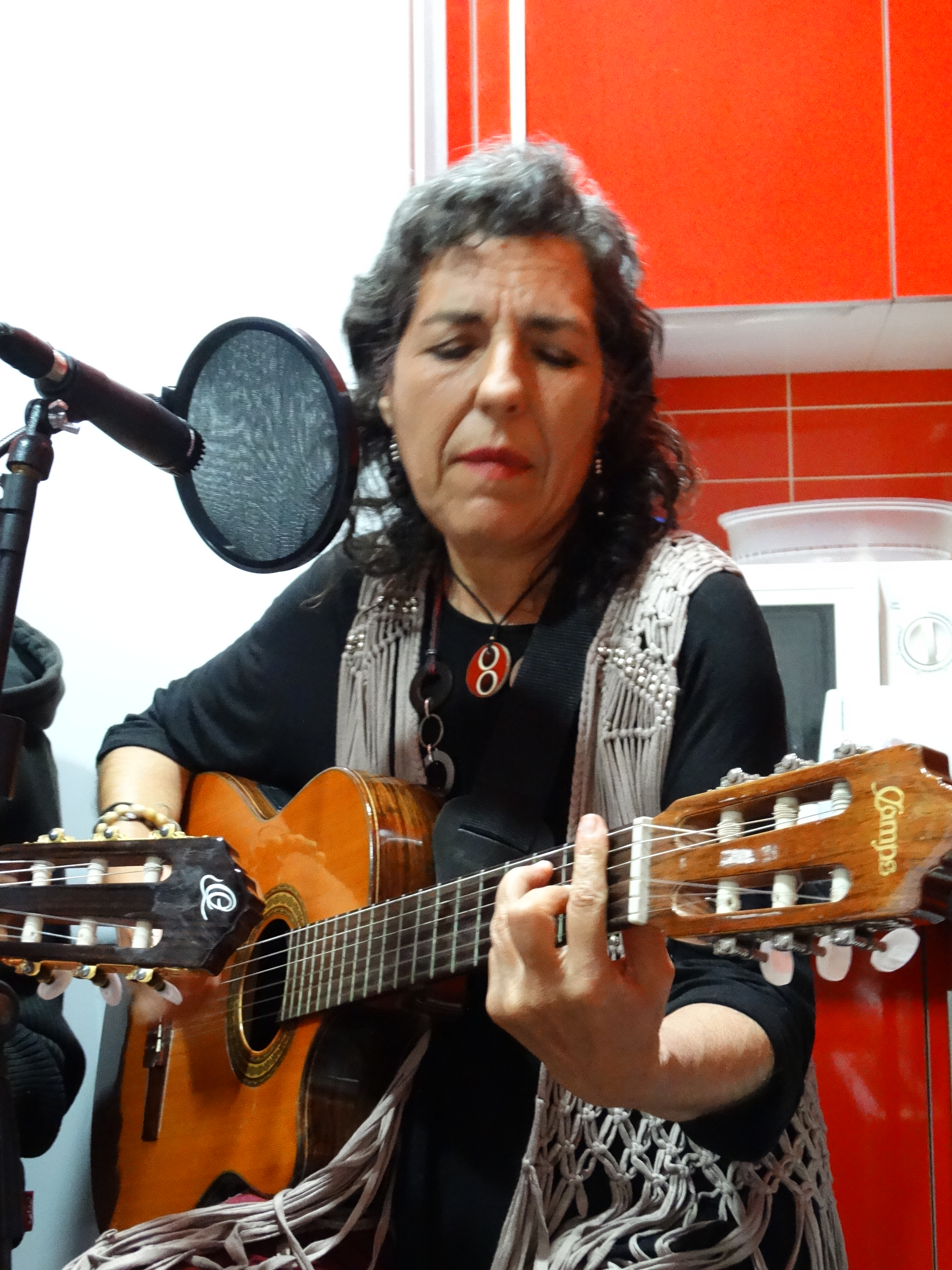
Nieves Canta en la grabación de "Ahora".

Otro de los sencillos del álbum, " Reír y Respirar"  es compuesta en 2003 y está basada en una filosofía de voluntad de superación, de vivir con el corazón por delante, de la solvencia de los obstáculos en la vida mediante la fuerza del amor. La vida se tiende como algo efímera y fugaz que se debe vivir al instante, disfrutar el momento.

### "Recuerdo Que Soy Mujer"
Constituye su segundo disco de estudio, abordado especialmente como una crítica a la situación marginal y desfavorable que sufren las mujeres a la par que reivindica la igualdad que merecen y que se les niega constantemente. 

### "Al Son De Dos Cuerpos"

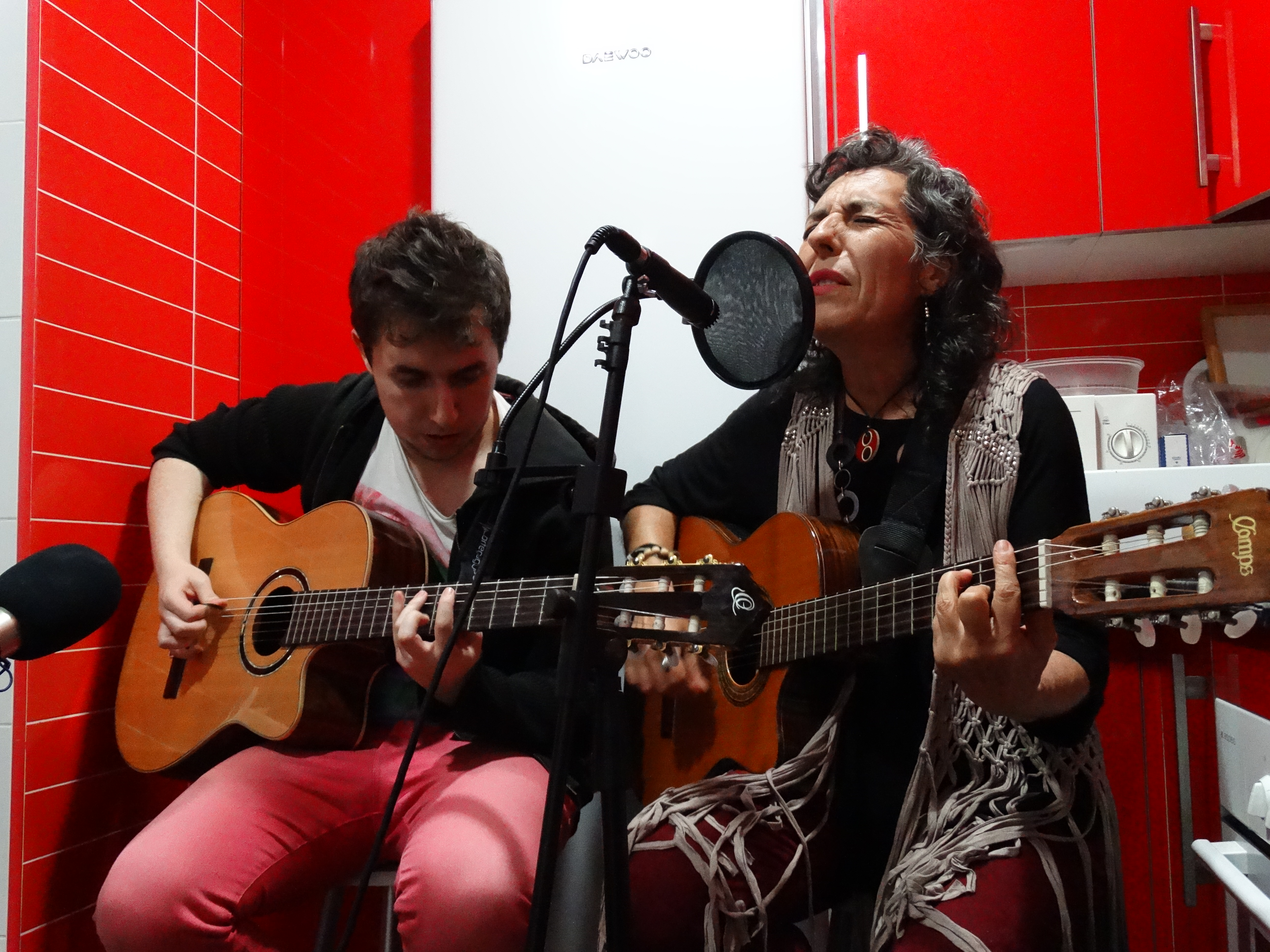
Nieves junto a su guitarrista Alonso Mochales.

Supone el primer disco de estudio de Nieves, con los sencillos "Esperando Espero" y "Al Son De Dos Cuerpos".

## Colaboraciones
Nieves Canta ha colaborado junto con Julio Sanz Vázquez en conciertos de música electroacústica desde el Teatro de Bellas Artes así como en el Museo Nacional Centro de Arte Reina Sofía.